# Girolamo de Treviso

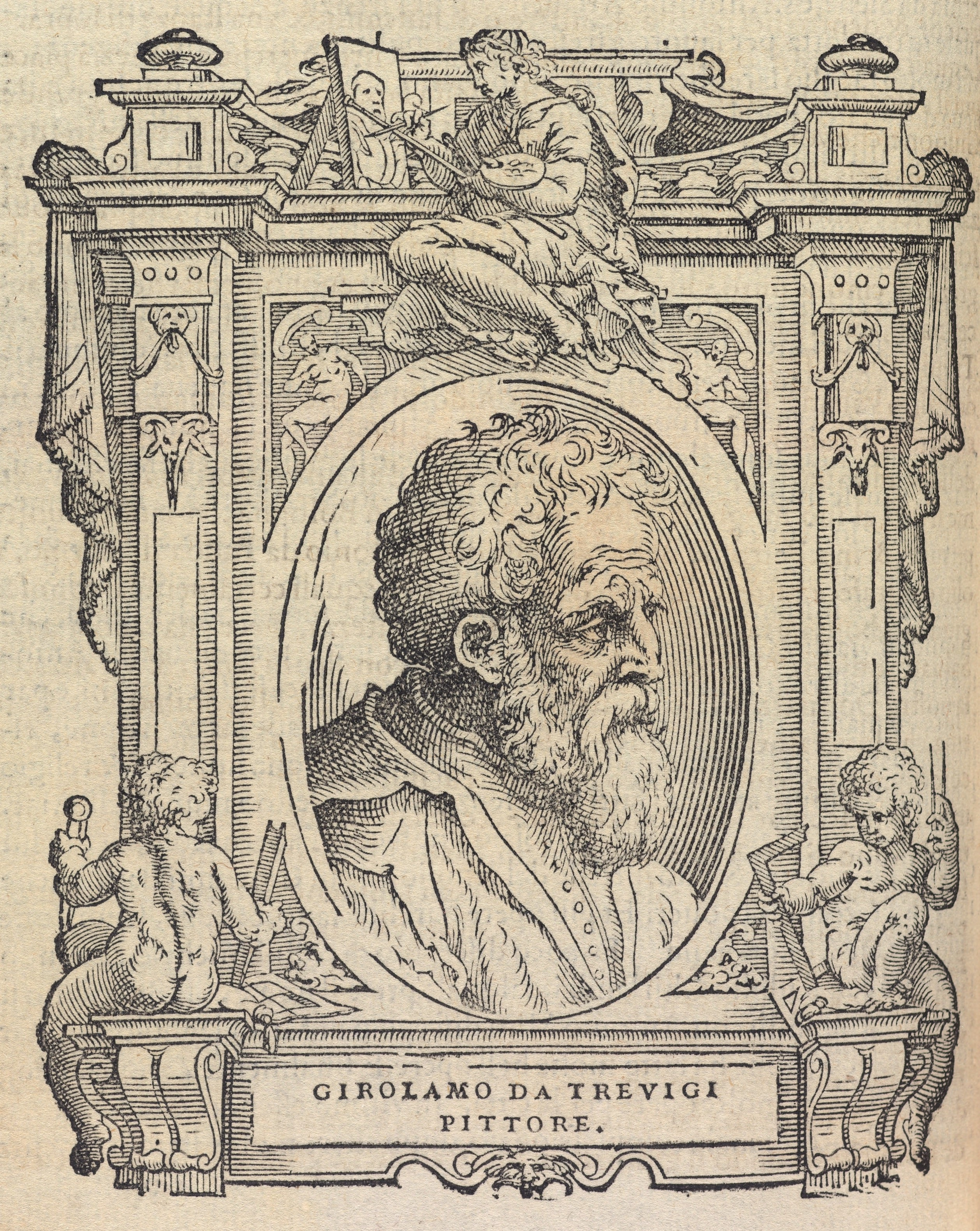
Retrato de Girolamo da Treviso en Le Vite de Vasari.

Girolamo da Treviso —también conocido como Girolamo di Tommaso da Treviso il Gióvane y Girolamo Trévigi— fue un pintor del Renacimiento italiano.
Nació en Treviso (Véneto) en 1508 y falleció en Boulogne-sur-Mer (Francia) el 10 de septiembre de 1544.
Comenzó su carrera artística quizá como discípulo de Piermaria Pennachi.
Estilísticamente se lo asocia con el estilo giorgionesco y mientras trabajaba en Bolonia durante los años 1520, se nota la influencia de El éxtasis de Santa Cecilia de Rafael.
En Bolonia, realizó la decoración escultural del portal de la basílica de San Petronio y las pinturas en grisalla del interior.
Trabajó también en Génova, Faenza, Trento, Padua y en el Palazzo del Te en Mantua.
El arquitecto y escritor italiano Giorgio Vasari (1511-1574), en su obra Vidas de los más excelentes pintores, escultores y arquitectos, dice que Girolamo viajó a Inglaterra para trabajar como ingeniero militar de Enrique VIII.
Allí trabajó también como pintor de la corte de los Tudor,
donde realizó Una alegoría protestante para la Colección real, que muestra a los Cuatro Evangelistas atacando con grandes piedras al Papa acostado en el piso.
El 10 de septiembre de 1544, mientras Girolamo estaba trabajando como ingeniero militar para el rey Enrique (que realizaba su segunda invasión a Francia), fue matado por una bala de cañón durante el primer sitio de Boulogne-sur-Mer (entre el 19 de julio y el 18 de septiembre de 1544).